# CK Девы
CK Девы (лат. CK Virginis) — двойная звезда в созвездии Девы на расстоянии) приблизительно 8418 световых лет (около 2581 парсек) от Солнца. Визуальная звёздная величина звезды — от +11,04m до +10,19m.
Открыта Куно Хофмейстером в 1935 году, переменность подтверждена Хансом-Ульрихом Зандигом в 1948 году*.

## Характеристики
Первый компонент — жёлтый гигант, пульсирующая полуправильная переменная звезда типа SRD (SRD) спектрального класса G. Масса — около 6,353 солнечной, радиус — около 99,787 солнечного, светимость — около 46,36 солнечной. Эффективная температура — около 4909 K.
Второй компонент — красный карлик спектрального класса M. Масса — около 105,35 юпитерианской (0,1006 солнечной). Удалён в среднем на 2,77 а.е..